# Саут-Роквуд (Мічиган)
Саут-Роквуд (англ. South Rockwood) — селище (англ. village) в США, в окрузі Монро штату Мічиган. Населення — 1587 осіб (2020).

## Географія
Саут-Роквуд розташований за координатами 42°3′41″ пн. ш. 83°15′32″ зх. д. / 42.06139° пн. ш. 83.25889° зх. д. (42.061287, -83.259005).  За даними Бюро перепису населення США в 2010 році селище мало площу 6,38 км², з яких 6,08 км² — суходіл та 0,29 км² — водойми. В 2017 році площа становила 8,64 км², з яких 8,48 км² — суходіл та 0,16 км² — водойми.

## Демографія
Згідно з переписом 2010 року, у селищі мешкало 1675 осіб у 687 домогосподарствах у складі 453 родин. Густота населення становила 263 особи/км².  Було 734 помешкання (115/км²).
Расовий склад населення:
| - 95,4 % — білих - 2,3 % — чорних або афроамериканців - 0,4 % — азіатів - 0,2 % — корінних американців |

До двох чи більше рас належало 1,3 %. Частка іспаномовних становила 4,1 % від усіх жителів.
За віковим діапазоном населення розподілялося таким чином: 20,8 % — особи молодші 18 років, 69,1 % — особи у віці 18—64 років, 10,1 % — особи у віці 65 років та старші. Медіана віку мешканця становила 38,9 року. На 100 осіб жіночої статі у селищі припадало 103,0 чоловіків;  на 100 жінок у віці від 18 років та старших — 99,5 чоловіків також старших 18 років.
Середній дохід на одне домашнє господарство  становив 74 302 долари США (медіана — 60 132), а середній дохід на одну сім'ю — 82 424 долари (медіана — 68 971). Медіана доходів становила 54 250 доларів для чоловіків та 33 393 долари для жінок. За межею бідності перебувало 12,1 % осіб, у тому числі 24,3 % дітей у віці до 18 років та 8,7 % осіб у віці 65 років та старших.
Цивільне працевлаштоване населення становило 938 осіб. Основні галузі зайнятості: виробництво — 22,6 %, освіта, охорона здоров'я та соціальна допомога — 16,8 %, мистецтво, розваги та відпочинок — 10,4 %, роздрібна торгівля — 10,1 %.